# Ivan Ramljak (redatelj)
Ivan Ramljak (Zagreb, 25. kolovoza 1974.), hrvatski novinar i filmski redatelj.
Režirao je nekoliko dokumentarnih i igranih filmova od kojih kao najuspješnije valja izdvojiti radove s Bore Leejem. 
Dobitnik je godišnje nagrade Vladimir Nazor za filmsku umjetnost 2023. za film "El Schatt - Nacrt za utopiju".

## Vanjske poveznice
- Ivan Ramljak u internetskoj bazi filmova IMDb-u (engl.)